# 原保美
原 保美（はら やすみ、男性、1915年1月28日 - 1997年11月19日）は、日本の俳優である。特技は宮城弁。東京俳優生活協同組合（俳協）に所属し、理事長・会長を務めた。

## 来歴・人物

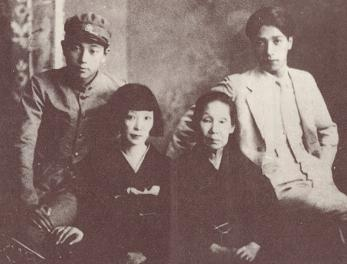
左から原保美。母・原阿佐緒、祖母、兄の原千秋。

1915年（大正4年）1月28日、東京府豊多摩郡内藤新宿町（現在の東京都新宿区新宿あるいは内藤町の地域）に生まれる。父は画家の庄子勇、母は歌人の原阿佐緒、異父兄は映画監督の原千秋である。再従兄弟に犬塚弘がいる。画家の中川一政は舅（妻の父）にあたり、義弟に映画監督の中川晴之助、姪（晴之助の娘）に女優の中川安奈がいる。
出生直後に母・阿佐緒とともに、母の郷里である宮城県黒川郡宮床村（現在の同県同郡大和町大字宮床）に移転、父の顔も知らず、異父兄の千秋とともに母の実家で育つ。帝国高等学院を中途退学し、オペラ歌手の下八川圭祐の下でオペラ歌手を目指すが、俳優に転進、松竹大船撮影所に入社する。満23歳のとき、1938年（昭和13年）12月1日に公開された、松竹大船撮影所製作、松竹配給、島津保次郎監督による劇映画『日本人』に出演してデビューし、端整な顔立ちの二枚目俳優として活躍。戦後は美空ひばり主演の映画『悲しき口笛』などに出演する。
1958年（昭和33年）から1966年（昭和41年）まで放映されたテレビドラマ『事件記者』（NHK）において、「長谷部記者」役を演じて人気を得る。1960年（昭和35年）、丹羽文雄原作のテレビドラマ『日日の背信』（昼ドラ、フジテレビ）で主演、「よろめきドラマ」と呼称され、大ヒットした。実相寺昭雄監督作品の常連で、劇場用映画『曼陀羅』、『哥』、『悪徳の栄え』、テレビ『ウルトラマン』、『レモンのような女』、『怪奇大作戦』などで組んでいる。
1969年（昭和44年）2月21日、母の阿佐緒が死去するが、神奈川県足柄下郡真鶴町や東京都杉並区永福町の自宅で母の面倒を見ていたのは保美の妻・桃子であり、葬儀の喪主は次男・保美が務めた。
1997年（平成9年）11月19日、心不全により自宅で死去した。同年2月11日に放映されたドキュメンタリー『美貌ゆえに波瀾の生涯 歌人・原阿佐緒の恋』（テレビ朝日）が最後の仕事となった。満82歳没。

## 主な出演

### 映画
- 日本人（監督：島津保次郎、1938年）
- 感激の頃（1939年）
- 第二の出発（1939年）
- 妻と戦争（1939年）
- 都会の奔流（1940年）
- 若草（1940年）
- 薔薇命あらば（1940年）
- 西住戦車長伝（1940年）
- 花（1940年）
- 間諜未だ死せず（1942年）
- 生きてゐる孫六（監督：木下惠介、1943年）
- 開戦の前夜（1943年）
- 愛機南へ飛ぶ（1943年）
- 海軍（1943年）
- 水兵さん（監督原研吉、1944年）
- 陸軍（監督：木下惠介、1944年）
- 乙女のゐる基地（1945年）
- わが恋せし乙女（監督：木下惠介、1946年）
- お笑い週間　笑ふ宝船（1946年）
- 象を喰った連中（監督：吉村公三郎、1947年）
- 愉快な仲間（1947年）
- それでも私は行く（1947年）
- 処女は真珠の如く（1947年）
- 非常線（1947年）
- 恋愛特急（1948年）
- 武装警官隊（1948年）
- 悲しき口笛（1949年） - 共演：美空ひばり
- 南海の情火（1950年）南海映画製作- 共演：美空ひばり
- 脱線情熱娘（1949年）
- 日本戦歿学生の手記 きけ、わだつみの声（1950年）
- レ・ミゼラブル（1950年）
- 人間魚雷回天（1950年）
- 怒りの街（1950年）
- 暴力の街（監督山本薩夫、1950年）
- 嵐の中の母（1952年）
- ひろしま（1953年） - ベルリン国際映画祭長編劇映画賞受賞作品
- ひめゆりの塔（監督：今井正、1953年）
- 雲ながるる果てに（1953年）
- 子は誰のもの（1953年）
- 新書太閤記　流転日吉丸（1953年）
- 母子鳩（1953年）
- 女間者秘聞 赤穂浪士（1953年）
- 赤い自転車（1953年）
- 日の果て（1954年）
- 燃える上海（1954年）
- 若い人たち（1954年）
- 太陽のない街（監督山本薩夫、1954年）
- ここに泉あり（監督今井正、1955年）
- 胸より胸に（1955年）
- 闇太郎変化（1955年）
- 暴力街（1955年）
- 愛すればこそ（1955年）
- 由起子（1955年）
- 人間魚雷回天（1955年）
- 嫁ぐ日（1956年）
- 雨情（1957年）
- 裸の町（監督：久松静児、1957年）
- 怒りの孤島（監督：久松静児、1958年）
- 恐喝（1958年）
- 事件記者（1960年）
- 事件記者 真昼の恐怖（1959年）
- 事件記者 仮面の脅迫（1959年）
- 第五福竜丸（1959年）
- 殺されたスチュワーデス　白か黒か（1959年）
- 事件記者 姿なき狙撃者（1959年）
- 事件記者 影なき男（1959年）
- 事件記者 深夜の目撃者（1959年）
- 事件記者 時限爆弾（1960年）
- 事件記者 狙われた十代（1960年）
- 新・事件記者 大都会の罠（1966年）
- 新・事件記者 殺意の丘（1966年）
- 喜劇 駅前探検（1967年）
- 激動の昭和史 軍閥（1970年）
- 曼陀羅（監督：実相寺昭雄、1971年）
- 哥（監督：実相寺昭雄、1972年）
- 戦争を知らない子供たち（1973年）
- 悪徳の栄え（監督：実相寺昭雄、1988年）

### テレビドラマ
- 渦（1955年、NHK）
- 鞍馬天狗（1956年、TBS）
- どたんば（1956年、NHK） - 再放送・DVDあり
- 姿三四郎（1958年、TBS）
- 事件記者（1958年 - 1966年） - DVD（NHKに唯一現存する第8話「影なき男」）発売
- 私は貝になりたい（1958年、TBS） - DVD発売
- 風林火山（1959年、NETテレビ）- 山本勘助 役
- 日日の背信（1960年、フジテレビ） - 原作丹羽文雄、共演池内淳子
- 集団就職（1961年、TBS）
- 挽歌（1961年、フジテレビ） - 原作原田康子
- お気に召すまま（1962年、NETテレビ）第7話「トツトツ・クラブの紳士たち」
- 金色夜叉（1962年、TBS）
- おかあさん（1962年、TBS）
- ミステリーベスト21『人脳培養事件』 （1962年、テレビ朝日）
- 松本清張シリーズ・黒の組曲『寒流』（1962年、NHK）
- 美貌の歴史（1962年、フジテレビ）
- 徳川家康（1964年、テレビ朝日）- 竹中半兵衛（晩年期）役
- この世の愁い（1965年、東海テレビ放送）
- 真田幸村（1966年、TBS）
- 東芝日曜劇場 女と味噌汁その4（1966年、TBS） - 太田清雄 役
- ウルトラマン 第15話「恐怖の宇宙線」（1966年、TBS/円谷プロ）- 土管の持ち主 役
- レモンのような女 第3話（1967年、TBS） - DVD発売
- 風 第13話「絵姿五人小町」 （1967年、TBS）- 歌川恋麿 役
- ウクライナホテル モスクワ1967年秋（1967年、TBS）
- 三匹の侍 第5シリーズ 第26話「浪人天国」（1968年、フジテレビ） - 粕戸伊左次 役
- 夕映えの中にいた（1968年、TBS）
- 陽のあたる坂道（1968年、NHK）
- 怪奇大作戦（1968年 - 1969年、TBS/円谷プロ）- 的矢忠(SRI所長) 役
- 大河ドラマ（NHK)
  - 天と地と（1969年）- 上杉定実 役
  - 新・平家物語（1972年）- 藤原忠通 役
  - 勝海舟（1974年） - 小栗上野介 役
- 甘柿しぶ柿つるし柿（1969年、TBS）
- 無用ノ介第7話「無用ノ介 世直し不動にあう」（1969年、日本テレビ）- 大番の虎三 役
- 花のお江戸のすごい奴 第6話「惡党の条件」（1969年、フジテレビ/東映/新国劇） - 影山三郎兵衛 役
- 東芝日曜劇場 父と母の子（1969年、TBS）
- 遠い砂丘（1970年、東海テレビ放送）
- ポーラテレビ小説（TBS）
  - オランダおいね（1970年）- 伊藤玄朴 役
  - 吉井川（1972年）- 庄右衛門 役
  - おゆき（1977年）- 善右衛門 役
  - こおろぎ橋（1978年） - 湯川耕造 役
  - 愛をひとつまみ（1981年）- 柿村伝蔵 役
  - 白き牡丹に（1982年）- 和尚 役
- 銭形平次 第225話「海鳴りの宿」（1970年、フジテレビ）
- 大忠臣蔵（1971年、テレビ朝日） - 細井広沢
- 千葉周作 剣道まっしぐら 第39話「正剣・邪剣」（1971年、TBS）- 村井甚左衛門
- 去年の花（1978年、中部日本放送）
- 東芝日曜劇場『初蕾』（1973年、TBS）
- 恐怖劇場アンバランス 第8話『猫は知っていた』（1973年2月26日、フジテレビ/円谷プロ） - 箱崎兼彦 役
- 白い影（1973年、TBS）
- 科学捜査官（1973年- 1974年、関西テレビ） - 吉岡部長
- 天下堂々（1973年、NHK）
- 樹氷（1974年、TBS）
- 同心部屋御用帳 江戸の旋風（1975年 - 1976年、フジテレビ） - 根岸肥前守
- 契ありせば（1978年、中部日本放送）
- 日本の戦後（1978年、NHK）
- 八甲田山（1978年、毎日放送）
- 熱い嵐（1979年、TBS）
- 東芝日曜劇場『露玉の首飾り』（1979年、中部日本放送）
- 恋路海岸（1979年、TBS）
- 愛の終りの時（1979年、中部日本放送）
- 港町純情シネマ（1980年、TBS）
- 恋人たち（1980年、毎日放送）
- 空よ海よ息子たちよ（1981年、TBS）
- 2年B組仙八先生（1981年8月、TBS） - 高橋先生 役、ゲスト出演
- ちょっと神様（1982年1 - 3月、TBS）
- 淋しいのはお前だけじゃない（1982年）
- 日立テレビシティ 愛と炎の砂漠－時の扉－（1982年、TBS）
- オサラバ坂に陽が昇る（1983年、TBS）
- 愛の讃歌 越路吹雪の青春（1983年、TBS）- 小林一三 役
- 名門私立女子高校（1984年、日本テレビ）
- 嫁姑　陣取り合戦（1985年、東海テレビ放送）
- 水曜ドラマスペシャル『二十歳の祭り』（1986年、TBS）
- 火曜サスペンス劇場（日本テレビ）
  - 青い沼の女（1986年）
  - 魔術はささやく（1990年4月） - 原沢信次郎 役
- ドラマ・女の四季『150歳の思春期!?』（1988年、テレビ東京）
- 鎌倉を旅する女たち（1988年、TBS）
- 土曜ドラマスペシャル・『風よ、鈴鹿へ』（1988年、TBS）- 吉村秀雄(ポップ吉村) 役
- 水曜グランドロマン『空飛ぶ母子企業』（1989年、日本テレビ）
- 男たちの運動会（1989年、NHK）
- いとしの婿どの（1989年、東海テレビ放送）
- 月曜ドラマスペシャル『総合商社』（1990年、TBS）
- びいどろで候〜長崎屋夢日記（1990年、NHK） - 老中松平 役
- 木曜ゴールデンドラマ『母の離婚・娘の結婚』（1991年、読売テレビ）
- 木曜ゴールデンドラマ『逆転・嫁と姑、下町の太陽赤ひげ女先生』（1991年、読売テレビ）
- マジカル頭脳パワー!!/マジカルミステリー劇場「不完全密室事件」（1991年、日本テレビ）- 篠原賢三 役
- 月曜ドラマスペシャル『今夜もテレビで眠れない』（1995年、TBS）
- 君に香る花を〜美しく年を重ねるために〜（1995年、フジテレビ）
- 美貌ゆえに波瀾の生涯 歌人・原阿佐緒の恋（1997年、テレビ朝日）
- 怪奇事件特捜チームS・R・I 嗤う火だるま男（2004年9月25日、BSフジ） - 没後・写真出演

### バラエティー番組
- 連想ゲーム（NHK総合）

### 吹き替え
- 汚名（アレックス・セバスチャン〈クロード・レインズ〉）
- ギャラント・メン（コンリー・ライト従軍記者〈ロバート・マッキーニ〉）
- さよならをもう一度（ロジェ・デマレ〈イヴ・モンタン〉）
- バニー・レークは行方不明（ニューハウス警部〈ローレンス・オリヴィエ〉）
- パリのジャンヌ・ダルク　(<ポール・ヘンリード>)